# Harry Potter and the Chamber of Secrets (trilha sonora)
A trilha sonora de Harry Potter and the Chamber of Secrets (inglês: Harry Potter and the Chamber of Secrets - Original Motion Picture Soundtrack) foi lançada em 12 de novembro de 2002. A trilha foi originalmente programada para ser composta e conduzida inteiramente por John Williams, mas devido a conflitos de agenda com a trilha de Prenda-me se For Capaz de Steven Spielberg, o compositor William Ross foi trazido para adaptar a música de Williams e conduzir as sessões com a Orquestra Sinfônica de Londres, os créditos da trilha sonora foram para os dois.
A trilha sonora foi indicada ao Grammy Award de Melhor Trilha Sonora em 2003. Ele entrou na Billboard 200 em 81° posição e também alcançou o quinto no Top Soundtracks. No Japão, o álbum foi certificado ouro pelo RIAJ por mais de 100 mil cópias enviadas para as lojas.

## Lista de Temas (novos)
1. Phoenix theme
2. Chamber of Secrets theme
3. Spiders theme
4. Lockhart theme
5. Dobby theme
6. Myrtle theme

Todos estes temas possuem sua própria faixa no CD como concertos.

## Faixas

### Versão original
| N.º            | Título                                               | Duração |  |
| 1.             | "Prologue: Book II and the Escape from the Dursleys" | 3:31    |  |
| 2.             | "Fawkes the Phoenix"                                 | 3:45    |  |
| 3.             | "The Chamber of Secrets"                             | 3:49    |  |
| 4.             | "Gilderoy Lockhart"                                  | 2:05    |  |
| 5.             | "The Flying Car"                                     | 4:08    |  |
| 6.             | "Knockturn Alley"                                    | 1:47    |  |
| 7.             | "Introducing Colin"                                  | 1:49    |  |
| 8.             | "The Dueling Club"                                   | 4:08    |  |
| 9.             | "Dobby the House Elf"                                | 3:27    |  |
| 10.            | "The Spiders"                                        | 4:32    |  |
| 11.            | "Moaning Myrtle"                                     | 2:05    |  |
| 12.            | "Meeting Aragog"                                     | 3:18    |  |
| 13.            | "Fawkes Is Reborn"                                   | 3:19    |  |
| 14.            | "Meeting Tom Riddle"                                 | 3:38    |  |
| 15.            | "Cornish Pixies"                                     | 2:13    |  |
| 16.            | "Polyjuice Potion"                                   | 3:52    |  |
| 17.            | "Cakes for Crabbe and Goyle"                         | 3:30    |  |
| 18.            | "Dueling the Basilisk"                               | 5:02    |  |
| 19.            | "Reunion of Friends"                                 | 5:08    |  |
| 20.            | "Harry's Wondrous World"                             | 5:02    |  |
| Duração total: | Duração total:                                       | 70:08   |  |

### Harry Potter - The John Williams Soundtrack Collection: Disc 4
| A trilha sonora do filme |                                                   |         |  |
| N.º                      | Título                                            | Duração |  |
| 1.                       | "Prologue: Book II"                               | 1:37    |  |
| 2.                       | "Vernon Gathers Family / Enter Dobby"             | 2:15    |  |
| 3.                       | "Dobby Warns Harry"                               | 2:17    |  |
| 4.                       | "The Escape from the Dursleys"                    | 3:25    |  |
| 5.                       | "Magical Household / Letters from Hogwarts"       | 2:42    |  |
| 6.                       | "Borgin and Burkes"                               | 0:53    |  |
| 7.                       | "Knockturn Alley"                                 | 1:51    |  |
| 8.                       | "Flourish and Blotts / Harry Meets Lucius Malfoy" | 3:25    |  |
| 9.                       | "The Train Station / The Flying Car"              | 6:01    |  |
| 10.                      | "Whomping Willow / The Car Escapes"               | 1:55    |  |
| 11.                      | "Filch's Warning / Boys Receive Detention"        | 2:06    |  |
| 12.                      | "Introducing Colin / Errol Delivers Mail"         | 0:55    |  |
| 13.                      | "Gilderoy Lockhart"                               | 2:09    |  |
| 14.                      | "Cornish Pixies"                                  | 2:15    |  |
| 15.                      | "Eat Slugs"                                       | 1:43    |  |
| 16.                      | "Hermione and Hagrid"                             | 1:20    |  |
| 17.                      | "The Writing on the Wall"                         | 3:21    |  |
| 18.                      | "Dumbledore's Caution"                            | 2:01    |  |
| 19.                      | "The Library / Transformation Class"              | 4:03    |  |
| 20.                      | "Quidditch, Second Year"                          | 6:15    |  |
| 21.                      | "Petrified Colin"                                 | 2:26    |  |
| 22.                      | "Moaning Myrtle Appears"                          | 0:55    |  |
| 23.                      | "The Dueling Club [Extended Version]"             | 4:25    |  |
| 24.                      | "Harry Is A Parselmouth"                          | 0:54    |  |
| 25.                      | "Petrified Justin"                                | 2:37    |  |
| 26.                      | "Harry Meets Fawkes"                              | 2:17    |  |
| 27.                      | "Christmas Break"                                 | 2:31    |  |
| 28.                      | "Cakes for Crabbe and Goyle / Polyjuice Potion"   | 4:14    |  |
| 29.                      | "Potion Wears Off / The Diary"                    | 3:29    |  |

### Harry Potter - The John Williams Soundtrack Collection: Disc 5
| A trilha sonora do filme (continuação) |                                            |         |  |
| N.º                                    | Título                                     | Duração |  |
| 1.                                     | "Meeting Tom Riddle [Extended Version]"    | 4:06    |  |
| 2.                                     | "Ransacked Dormitory / Petrified Hermione" | 1:56    |  |
| 3.                                     | "Dad's Cloak / Hagrid's Arrest"            | 4:55    |  |
| 4.                                     | "Follow the Spiders"                       | 1:16    |  |
| 5.                                     | "Meeting Aragog"                           | 3:21    |  |
| 6.                                     | "The Spiders Attack"                       | 3:55    |  |
| 7.                                     | "Car Drives Off / It's A Basilisk"         | 2:14    |  |
| 8.                                     | "Ginny Gets Snatched"                      | 2:24    |  |
| 9.                                     | "Myrtle's Tale"                            | 1:31    |  |
| 10.                                    | "The Chamber Opens / The Search for Ginny" | 3:29    |  |
| 11.                                    | "Dueling the Basilisk"                     | 5:06    |  |
| 12.                                    | "Fawkes Heals Harry"                       | 1:34    |  |
| 13.                                    | "Dumbledore and Harry"                     | 2:42    |  |
| 14.                                    | "Lucius Returns / Dobby Is Freed"          | 4:01    |  |
| 15.                                    | "Reunion of Friends"                       | 5:12    |  |

| Suíte de créditos finais |                          |         |  |
| N.º                      | Título                   | Duração |  |
| 16.                      | "Harry's Wondrous World" | 5:02    |  |
| 17.                      | "Fawkes the Phoenix"     | 3:47    |  |
| 18.                      | "The Chamber of Secrets" | 3:51    |  |

| Música adicional |                                            |         |  |
| N.º              | Título                                     | Duração |  |
| 19.              | "Dobby the House Elf"                      | 3:32    |  |
| 20.              | "Prologue: Book II [Alternate]"            | 1:28    |  |
| 21.              | "Filch's Warning [Alternate]"              | 0:22    |  |
| 22.              | "Introducing Colin [Alternate]"            | 0:55    |  |
| 23.              | "Transformation Class [Alternate Segment]" | 0:58    |  |
| 24.              | "Petrified Colin [Alternate]"              | 2:35    |  |
| 25.              | "Christmas Break [Short Version]"          | 1:04    |  |
| 26.              | "Follow the Spiders [Alternate]"           | 1:23    |  |
| 27.              | "Car Drives Off [Alternate Segment]"       | 0:26    |  |
| 28.              | "Fawkes Heals Harry [Alternate]"           | 1:33    |  |
| 29.              | "Television Commercial No. 1"              | 0:38    |  |
| 30.              | "Television Commercial No. 2"              | 0:30    |  |
| 31.              | "Television Commercial No. 3"              | 1:07    |  |